# キシラン α-1,2-グルクロノシダーゼ
キシラン α-1,2-グルクロノシダーゼ(Xylan alpha-1,2-glucuronosidase, EC 3.2.1.131)は、系統名をキシラン 2-α-D-(4-O-メチル)グルクロノヒドロラーゼ(xylan 2-alpha-D-(4-O-methyl)glucuronohydrolase)という酵素である。以下の化学反応を触媒する。
針葉樹キシランの主鎖の(1->2)-α-D-(4-O-メチル)グルクロノシル結合を加水分解する。